# Добрі Добрев
Добрев Добрі Димитров  (болг. Добрі Димитров Добрев; нар. 20 липня 1914 року в Байлово, Болгарія — 13 лютого 2018) — знаний як Дідусь Добрі (болг. Дядо Добрі) або святий з Байлово, болгарський філантроп, що збирав милостиню і жертвував значні суми на відновлення і підтримання болгарських християнських церков.

## Біографія
Народився 20 липня 1914 року в селі Байлово. Батько Димитар загинув у Першій світовій війні, мати Катерина виховувала дітей сама. Все життя займався землеробством. Одружився в 1940 році, в той час, коли Болгарія вже брала участь у Другій світовій війні. Під час одного з артобстрілів Софії, від снаряда, що розірвався поруч, майже повністю втратив слух. Мав чотирьох дітей, двоє з яких живі в даний час.
2000 році заповів все своє майно церкві, за що був дітьми вигнаний з дому. Приблизно в цей же час став збирати кошти на відновлення храмів в Болгарії. Тепер[коли?] живе в невеликому будиночку на території церкви «Святих Кирила і Мефодія» в рідному селі. Одна з дочок доглядає за ним.
Майже кожен день Добрі Добрев пішки або на автобусі вирушає до Софії, де біля храму-пам'ятника Олександра Невського або церкви «Семи Святих» збирає милостиню. Всі зібрані гроші жертвує на ремонт або відновлення церков та інші потреби. Сам же живе на державну пенсію (близько 100 євро). Для особистих потреб використовує тільки негрошові подаяння (їжа, одяг).

## Пожертви
Дідусь Добрі віддав на ремонт і відновлення храмів Болгарії понад 80 000 левів з коштів, пожертвуваних йому людьми.
- 2005 — подарував 10 000 левів церкви святих Кирила та Мефодія в селі Байлово[8].
- 2007 — дав 25 000 левів на реставрацію і ремонт монастиря і церкви в селі Горно-Камарці[8].
- 2008 — дав гроші на ремонт церкви в Калофері[8].
- 2009 — дав 35 700 левів (близько 18 250 євро) на ремонт кафедрального собору Святого Олександра Невського, що є найбільшим пожертвуванням від приватної особи за всю столітню історію храму.

Також він оплачував комунальні послуги дитячих будинків.